# Mount Hardisty
Mount Hardisty är ett berg i Kanada.   Det ligger i provinsen Alberta, i den centrala delen av landet, 3 100 km väster om huvudstaden Ottawa. Toppen på Mount Hardisty är 2 710 meter över havet, eller 550 meter över den omgivande terrängen. Bredden vid basen är 6,0 km.
Terrängen runt Mount Hardisty är kuperad norrut, men söderut är den bergig.Trakten runt Mount Hardisty är nära nog obefolkad, med mindre än två invånare per kvadratkilometer.. Det finns inga samhällen i närheten. 
Trakten runt Mount Hardisty består i huvudsak av gräsmarker.